# Semiothisa aestimata
Semiothisa aestimata är en fjärilsart som beskrevs av Herrich-Schäffer 1861. Semiothisa aestimata ingår i släktet Semiothisa och familjen mätare. Inga underarter finns listade i Catalogue of Life.